# Al-Hussayn ibn Tàhir
Al-Hussayn ibn Tàhir fou un emir nominal tahírida del Khorasan, que va governar vers el 876 fins vers el 880.
El general Abu-Xujà Àhmad ibn Abd-Al·lah al-Kujastaní, cap de les forces tahírides, s'havia sotmès a Yaqub ibn al-Layth quan aquest va ocupar Nixapur i va fer presoner l'emir tahírida Muhàmmad ibn Tàhir el 873 (i poc després va ocupar Merv on governava el seu fill Tàhir ibn Muhàmmad); només un altre fill, Àhmad ibn Muhàmmad ibn Tàhir, que governava a Coràsmia (que no era una província o sub-província califal, sinó un regne vassall) va conservar per un temps el poder. El 875 Abu-Xujà Àhmad es va desfer del subgovernador safàrida Ibrahim ibn Sharkab i es va apoderar de Nixapur en nom dels tahírides. El 876 el califa va restablir a Muhàmmad ibn Tàhir com a governador del Khorasan, i Abu-Xujà Àhmad el va reconèixer però Muhàmmad mai va retornar a reclamar el govern i va restar a Bagdad. Àhmad ibn Muhàmmad ibn Tàhir, que potser aspirava al govern que el seu pare no reclamava, va marxar a Nixapur amb 5.000 homes, però fou rebutjat per Abu-Xujà Àhmad i probablement va morir, ja que no torna a ser esmentat.
Llavors Abu-Xujà Àhmad va proclamar un germà de Muhàmmad, de nom al-Husayn ibn Tàhir, que no va tenir cap poder efectiu; es va haver de retirar de Nixapur davant les forces safàrides i va establir la seva base a Herat, lluitant contra els seus rivals, Abu-Talha Mansur ibn Xàrkab i Rafi ibn Hàrthama. Va retornar a Nixapur entre 878 i 879 i va combatre contra l'alida al-Hàssan ibn Zayd al Gurgan. El 879 va morir Yaqub ibn al-Layth i el va succeir el seu germà Amr ibn al-Layth, més preocupat de consolidar el seu poder a Pèrsia meridional i a planejar atacs a l'Iraq, que va deixar els afers del Khorasan en mans d'Abu Ṭalḥa Manṣur ibn Sharkab, però finalment el 880 va marxar en persona contra Nixapur; Abu-Xujà Àhmad el va derrotar i va passar a l'ofensiva cap al Sistan. El 880/881 va començar a emetre monedes en nom propi i a la khutba ja no s'esmentaven els tahírides i només el nom del califa i el seu propi.
La sort final d'al-Husayn ibn Tàhir és desconeguda. En tot cas el seu protector fou assassinat el juliol del 882 i les seves forces es van passar a Rafi ibn Hàrthama que fou reconegut pel califa com a governador (882-896) fins que fou eliminat pels safàrides.